# Annameris curvimanus
Annameris curvimanus är en mångfotingart som beskrevs av Karl Wilhelm Verhoeff 1915. Annameris curvimanus ingår i släktet Annameris och familjen klotdubbelfotingar. Inga underarter finns listade i Catalogue of Life.